# William Fraser Tolmie
Pour les articles homonymes, voir William Tolmie et Tolmie.
William Fraser Tolmie, né le 23 février 1812 à Inverness et mort le 8 décembre 1886 à Victoria, est un chirurgien, commerçant de la traite des fourrures et un homme politique canadien de la Colombie-Britannique.
Il est député provincial indépendant de la circonscription britanno-colombienne de Victoria de élection partielle en 1874 à 1878.

## Biographie
Né à Inverness en Écosse, Tolmie étudie la médecine à l'Université de Glasgow et gradue de la Royal College of Physicians and Surgeons of Glasgow (en),. Il s'engage ensuite auprès de la Compagnie de la Baie d'Hudson et part pour le nord-ouest du Pacifique et s'installe à Fort Vancouver. Il se dirige ensuite vers le site proposé pour le Fort Nisqually au sud de Puget Sound près du delta du fleuve Nisqually en longeant ce dernier en canot jusqu'à la rivière Cowlitz et le reste en chevaux. La route empruntée par Tolmie sillonne le passage d'une partie de l'actuelle Interstate 5.
Demeurant dans le nouveau fort pendant sept mois, jusqu'en décembre 1833. En juin de la même année survient un tremblement de terre rapporté par Tolmie dans son journal, faisant de sa description, le premier séisme rapporté par un témoin dans la région de Puget Sound.
Toujours à Nisqually, il rapporte vouloir observer de plus près la région avoisinant le mont Rainier et organiser une excursion botanique et avec des guides de nations Nisqually, Lachalet, Nuckalkat et Puyallups. Le périple de l'expédition l'amène à traverser le fleuve Puyallup et la rivière Mowich vers le secteur qui est de nos jours le nord-ouest du parc national du mont Rainier. Il monte au sommet de ce qui deviendra vraisemblablement Pic Tolmie, nommé en hommage à l'expédition, même si ses écrits ne permettent pas de déterminer spécifiquement de quel sommet il s'agit. Durant l'expédition, il découvre de nouvelles espèces de plantes dont la fleur Micranthes tolmiei (en).
Tolmie avait une volonté d'améliorer les relations avec les peuples autochtones et ne s'avérait pas en accord avec la volonté de les évangéliser au Christianisme. À la suite de cette crise de conscience, il retourne en Europe pour y suivre des cours à Londres et en France. Lorsqu'il revient en Amérique, il est promu superintendant de la ferme Puget Sound Agriculture Company's, une filiale de la HBC. Il est ensuite muté à Fort Simpson dans la côte de la Colombie-Britannique.

## Fort McLoughlin
De 1834 à 1835, Tolmie sert dans le nouveau poste de Fort McLoughlin (en)  adjacent à Old Bella Bella (en). Sur place, Tolmie passe une dizaine de jours avec les Heiltsuks qui lui permettent de découvrir d'avantage la région et éventuellement d'ouvrir des mines.

## Commandant de Fort Nisqually
En 1834, Tolmie retourne à Fort Nisqually et décide de relocaliser le fort plus près d'Edmond Marsh et du Sequalitchew afin d'avoir un meilleur accès à l'eau potable,. Commandant le fort jusqu'en 1859, il accède au titre de Commerçant en chef en 1847 et de Chief Factor en 1855. Il œuvre également à maintenir de bonnes relations avec les Premières Nations locales face au nombre croissants de colons américains s'établissant dans le secteur.
Malgré ses fonctions, il continue d'étudier la botanique et s'active à en apprendre d'avantage sur les plantes médicinales via l'enseignement par les autochtones. Il envoie également personnellement des spécimens au bontaniste William J. Hooker, directeur des jardins botaniques royaux de Kew à Londres. Tolmie étudie aussi le phrénologie, pseudoscience concernant le crâne. En 1846, il sert comme législateur dans la Législature provisoire de l'Oregon (en),.

## Relations avec les autochtones
En 1857, Tolmie soutient le chef Leschi qui est tenu responsable des morts survenues lors de guerre du Puget Sound entre 1855 et 1856. Il va même jusqu'à visiter les lieux, prendre des mesures des distances et déterminé qu'il était impossible que Leschi soit l'auteur de ces meurtres. Malgré tout, le chef est tout de même exécuté en 1858. Le jugement sera finalement renversé par la suite.
Le Dr. Tolmie est aussi crédité d'avoir sauvé l'établissement américain de Puget Sound durant la guerre avec les autochtones. Dans une lettre hommage rédigée par William W. Miller, superintendant aux Affaires indiennes, ce dernier indique que Nous lui sommes redevables d'avoir sauvé des vies et des biens, et de son influence sur les Indiens de Puget Sound. Dans nos guerres indiennes de 1855/ 56, il a travaillé avec succès pour détourner les horreurs.
Le Victoria Daily Standard indique que les efforts fait par Tolmie en dépit du préjuger de son époque ont permis de paver la voie à une cohabitation passive de l'ouest.
Em 1884, Tolmie collabore avec G. M. Dawson afin de chercher et produire un lexique du vocabulaire exhaustifs des dialectes des Autochtones de la côte du Pacifique. Il publie Utilization of the Indians of British Columbia en 1885 et dans lequel il condamne le gouvernement pour son non intérêt et sa négligence dans le traitement de ses populations.
Tolmie continue d'étudie les langues autochtones jusqu'à son décès en décembre 1886 à l'âge de 74 ans.

## Île de Vancouver
En 1859, la HBC transfère Tolmie à Fort Victoria (en) sur l'île de Vancouver. Il occupe aussi des fonctions au conseil de la HBC entre 1861 et 1870 et quitte la compagnie en 1871.

## Famille
En 1850, Tolmie épouse Jane Work, fille des John Work (en) et de Josette Lagacé.
Son fils, Simon Fraser Tolmie, sera le 21e Premier ministre de la Colombie-Britannique de 1928 à 1933.